# کاساراپورن سوتا
کاساراپورن سوتا (انگلیسی: Khassaraporn Suta؛ زادهٔ ۱۲ دسامبر ۱۹۷۱) وزنه‌بردار زن اهل تایلند بود.
وی در مسابقات کشوری و بین‌المللی در مجموع برندهٔ ۲ مدال برنز شده‌است.